# Sobíňov
Sobíňov (německy Sobinau) je obec v okrese Havlíčkův Brod v Kraji Vysočina. Leží přibližně sedm kilometrů východně od Chotěboře, dvanáct kilometrů jihozápadně od Hlinska a sedmnáct kilometrů severovýchodně od Havlíčkova Brodu. Žije zde 726 obyvatel.
V roce 2015 získala obec ocenění v soutěži Vesnice Vysočiny 2015, konkrétně obdržela diplom za podporu využívání volného času. V roce 2016 získala obec ocenění v soutěži Vesnice Vysočiny 2016, konkrétně obdržela Oranžovou stuhu za spolupráci obce a zemědělského subjektu. V roce 2017 získala obec ocenění v soutěži Vesnice Vysočiny 2017, konkrétně obdržela Zelenou stuhu za péči o zeleň a životní prostředí. V roce 2019 získala obec ocenění v soutěži Vesnice Vysočiny 2019, konkrétně obdržela Zlatou stuhu a stala se vesnicí Kraje Vysočina.

## Historie
První písemná zmínka o obci pochází z roku 1358, kdy je připomínán Ješek zvaný Kokot ze Sobíňova (Jesconis dicti Kokot de Sobyenow), který byl patronem kostela v Sopotech, dnešní součásti Sobíňova.
V roce 1373 je zmiňován Ondřej ze Sobíňova jako patron kostela v Běstvině. Po smrti jeho syna Jana byl statek převeden na Stoška z Dolan, který byl majitelem minimálně do roku 1405. Dále se předpokládá, že ves patřila pánům z Kunštátu, kteří v roce 1515 prodali celé panství Mikuláši mladšímu Trčkovi z Lípy. V roce 1538 prodali jeho dědicové ves Karlu z Valdštejna a na Skále. Jeho dcera Kateřina se provdala za Zachariáše z Hradce, který postavil renesanční část zámku v nedaleké Přibyslavi. V roce 1597 Jáchym Oldřich z Hradce prodal panství Zejdlicům ze Schönfeldu.
V roce 1623 byl majetek Rudolfa Zejdlice zabaven královskou komorou pro účast v protihabsburském povstání. Majetek pak koupil kardinál František z Ditrichštejna. Jeho potomci spravovali panství až do roku 1848, kdy došlo ke zrušení vrchnostenských správ.
Za druhé světové války v okolí operovaly partyzánské skupiny doplněné o místní dobrovolníky. Počátkem května 1945 došlo k nerovnému boji s Němci a na silnici mezi Sobíňovem a Ždírcem nad Doubravou zemřelo přes 30 dobrovolníků.

### Sopoty
Součástí Sobíňova jsou Sopoty, dříve osada německých horníků z Moravy, kteří zde dolovali stříbro. Název prý vznikl od soboty, během které horníci nesměli pracovat, aby se připravili na nedělní bohoslužbu. Jiné prameny uvádějí, že bohoslužba byla sloužena v sobotu. Kostel je poprvé připomínán roku 1358 a to je také první zmínka o Sopotech.
Sopoty byly poutním místem, zejména díky obrazu blahoslavené Panny Marie, který sem při sňatku darovala Johana Teresie Kustošová ze Studence, která si brala Viktora z Wollsteinů v roce 1652.
Kvůli velkému počtu poutníků byly Sopoty v roce 1697 převedeny z farnosti Přibyslav na dostupnější farnost Krucemburk. V sedmnáctém století za správy Ferdinanda z Ditrichštejna zde o poutích vypomáhali i bosí augustiniáni z Německého Brodu. Karel z Ditrichštejna nechal v letech 1749–1752 kostel nákladně přestavět v barokním stylu.
Vikář Josef Varhánek zjistil, že jsou v Sopotech přechovávány a čteny protestantské knihy, které sem putovaly ze Saska a ze Žitavy od příbuzných místních lidí a obchodníků. I díky tomu zde vzniklo v roce 1761 kaplanství a v roce 1860 farnost. V roce 1843 byla ke kostelu přistavěna věž.

### Markvartice
Osada Markvartice patřící k Sobíňovu, je poprvé připomínána roku 1242 jako o strážním místě na Libické stezce. Listina Smila z Lichtenburka zde uvádí v roce 1257 jméno Benda z Markvartic, což by ukazovalo na existenci šlechtického sídla. To ale nebylo nikdy potvrzeno. V roce 1314 je v dochovaných dokumentech zmiňováno jméno Ulrika z Markvartic a roku 1415 Jana z Markvartic. Název osady byl odvozen od slova markvart (stráž na pomezí).

### Nová Ves
Má dvě části a to starší část Huť a mladší část se jmenuje Stráň. V osadě Nová Ves – Huť, dnešní součásti Sobíňova, se tavilo železo a koncem 16. století zde byl zřízen železářský podnik s dýmačkou a hamrem. V sedmnáctém století zde pak vznikla vysoká pec na dřevěné uhlí. Nedostatek dřeva v okolí vedl však k postupnému útlumu, k prodeji biskupovi Janu Vratislavovi a časem k úplnému zastavení výroby.
Mezi Novou Vsí a Sopotami se nachází přírodní rezervace Niva Doubravy podél řeky Doubravy.

### Hlína
Tato osada dostala své jméno po cihlářské hlíně, která se v těchto místech kdysi dávno získávala.

## Obyvatelstvo
| Rok            | 1869  | 1880  | 1890  | 1900  | 1910  | 1921  | 1930  | 1950 | 1961 | 1970 | 1980 | 1991 | 2001 | 2011 | 2021 |
| -------------- | ----- | ----- | ----- | ----- | ----- | ----- | ----- | ---- | ---- | ---- | ---- | ---- | ---- | ---- | ---- |
| Počet obyvatel | 1 216 | 1 105 | 1 138 | 1 095 | 1 125 | 1 057 | 1 069 | 820  | 789  | 757  | 704  | 611  | 600  | 684  | 710  |
| Počet domů     | 138   | 141   | 137   | 137   | 157   | 164   | 197   | 227  | 214  | 212  | 194  | 230  | 233  | 264  | 277  |

## Obecní správa a politika
V letech 2006-2010 působil jako starosta Václav Ležák, od roku 2010 tuto funkci zastával Jaromír Moravec, od roku 2014 je starostou Miloš Starý.

### Obecní symboly
Znak a vlajka byly obci uděleny rozhodnutím předsedy Poslanecké sněmovny Parlamentu České republiky dne 31. ledna 2002.

## Školství
- Základní škola a Mateřská škola Sobíňov

## Doprava
Sobíňovem prochází silnice II. třídy č. 345 a železniční trať Pardubice - Havlíčkův Brod. V zastávce Sobíňov (umístěné v Sopotech) zastavují pouze osobní vlaky.

## Pomníky padlým v druhé světové válce
- Pomník padlých 5. května 1945 u Dočekalovy vody mezi Ždírcem a Sobíňovem
- Pomník padlým z 5. května 1945 u evangelického hřbitova

## Pamětihodnosti
- Předposlední funkční výstražníky typu SSSR na železničním přejezdu v ČR (v 2012 byly zrušeny)

## Slavní rodáci a občané
- František Vyšata
- Josef Ležák
- Josef Janáček – generál
- Bedřich Starý – letec
- Jan Zvolánek – reverend
- Dr. Gustav Janáček – profesor

## Galerie

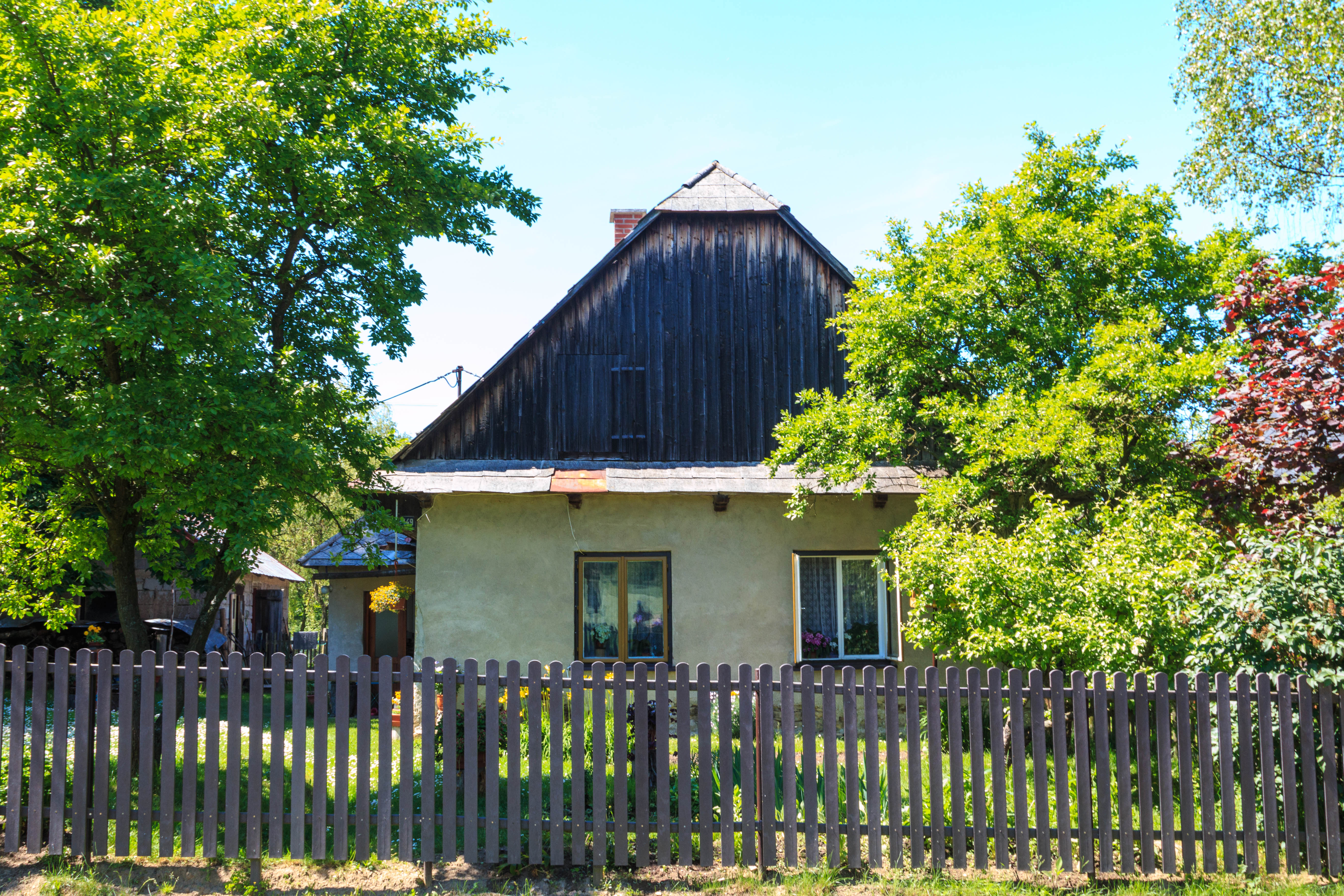
Hlína č. 149
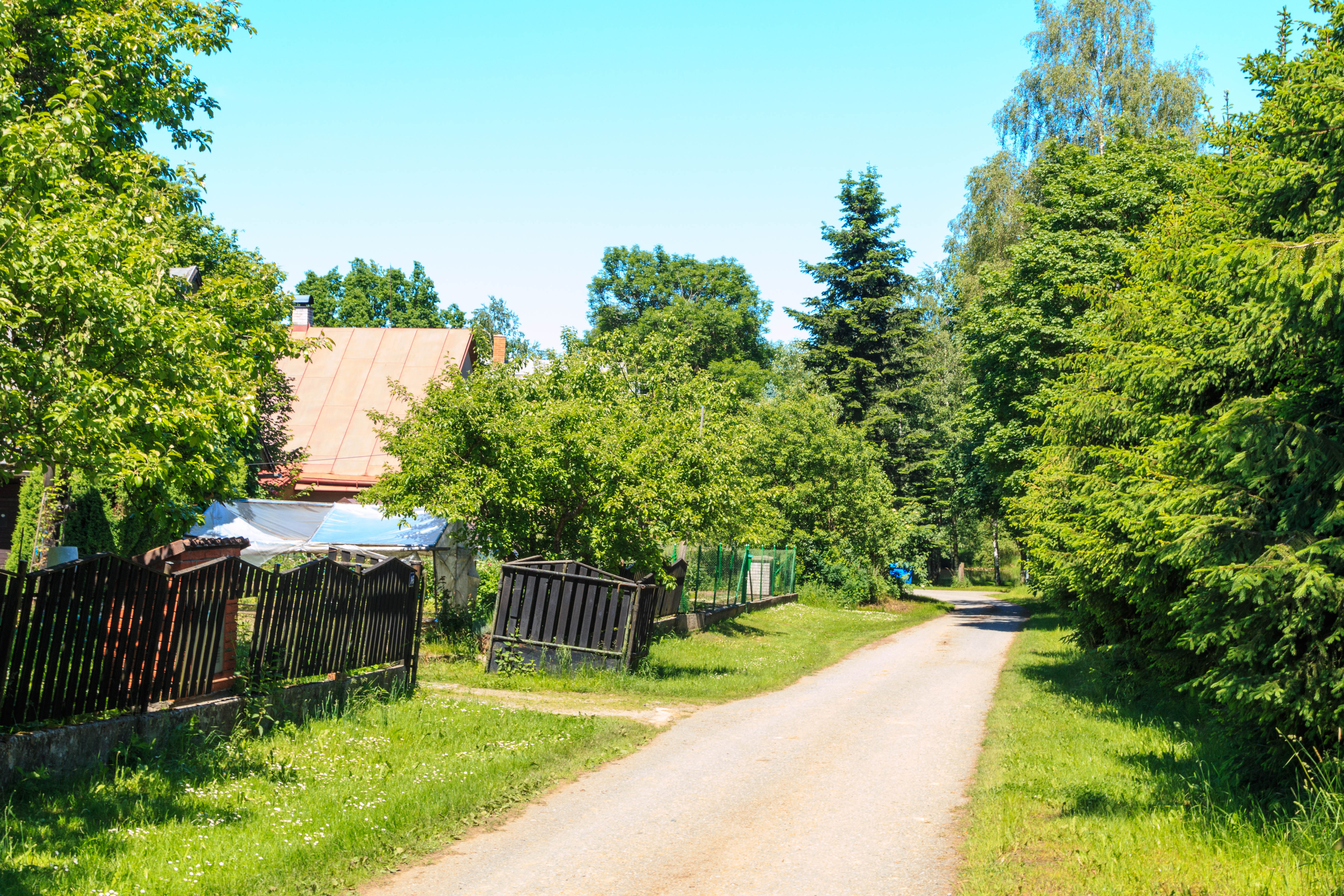
Hlína čp. 125
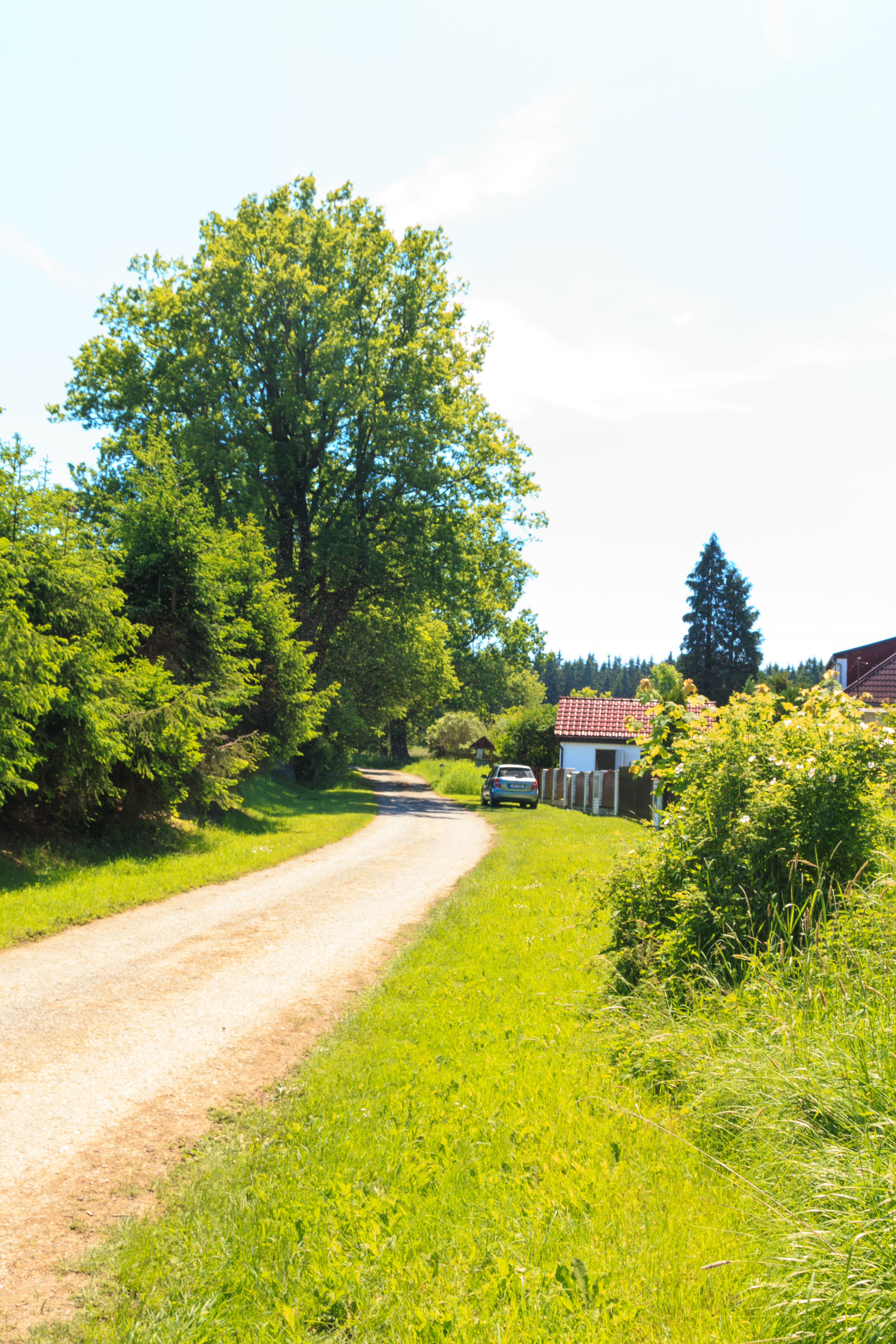
Hlína čp. 153
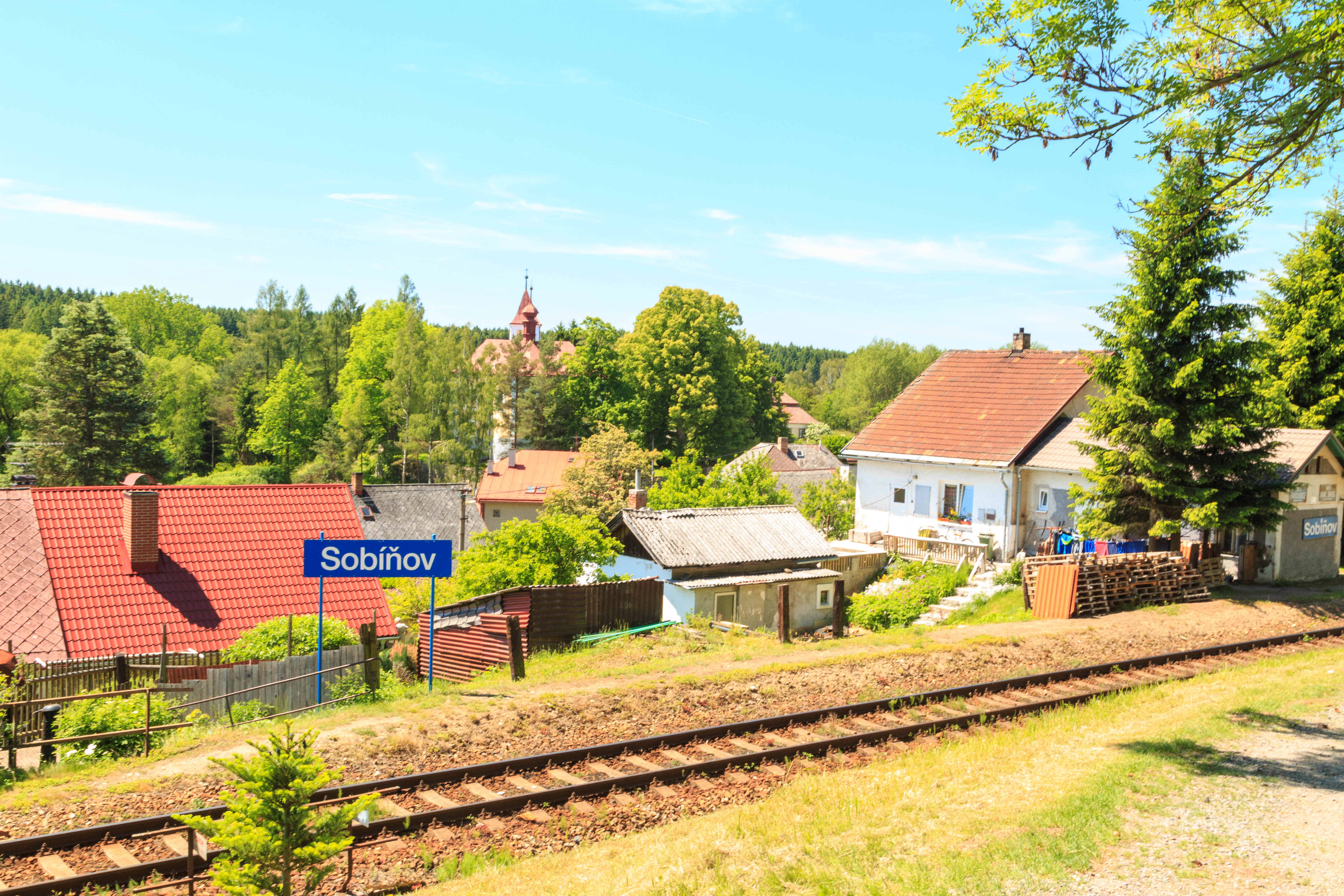
Železniční zastávka